# 菲斯滕貝格親王國
菲斯滕貝格親王國（Fürstentum Fürstenberg）是德國歷史上的一個邦國，神聖羅馬帝國的一個親王國。由菲斯滕貝格家族所統治。

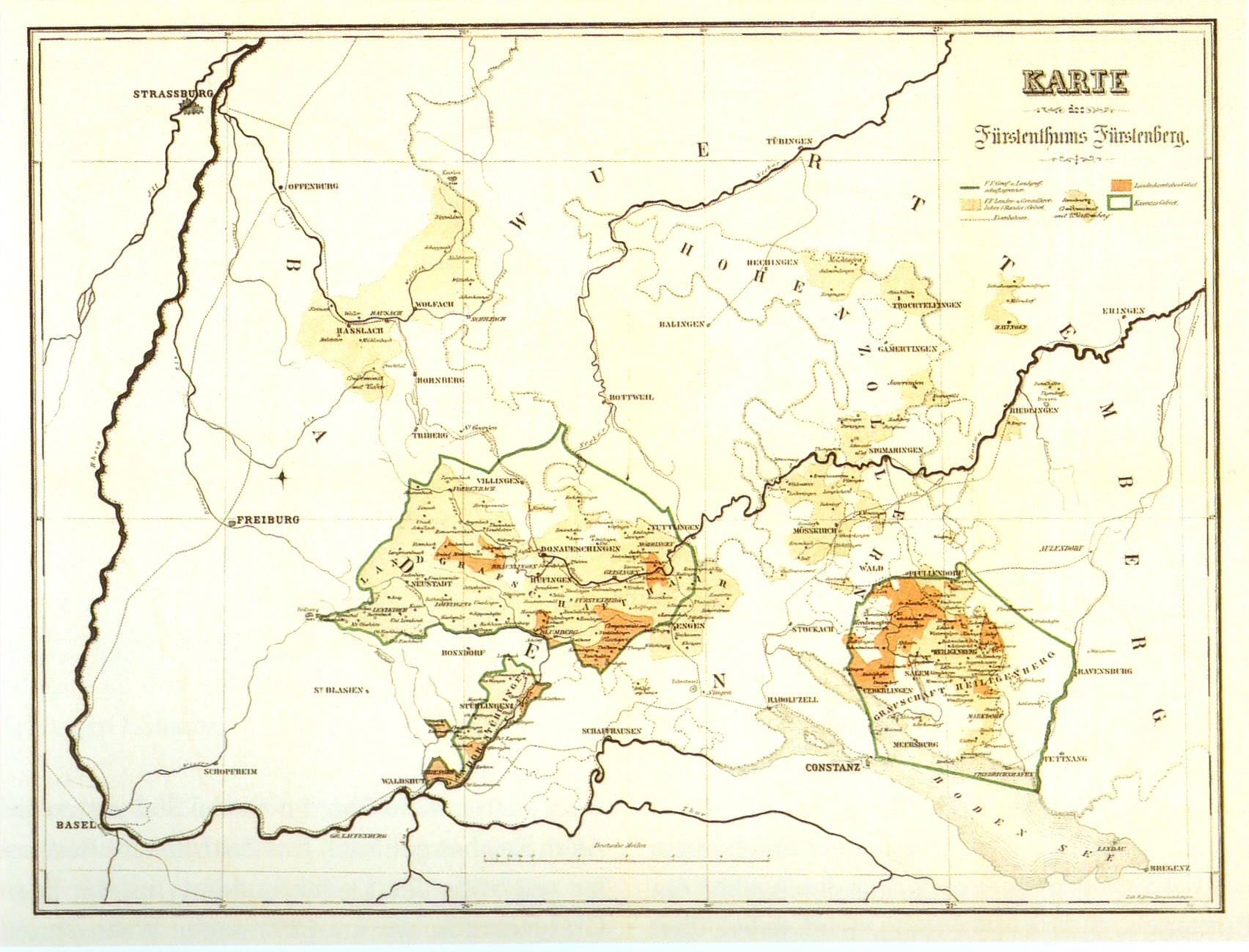
菲斯滕貝格親王國

菲斯滕貝格原本是一個伯國領地，分別由菲斯滕貝格家族不同分支統治。1667年菲斯滕貝格-海利根貝格分支獲得帝國親王的頭銜，得以參與帝國議會。1716年海利根貝格分支絕嗣，家族的其他分支亦獲晉升為親王，1744年各領地統一。

## 親王
- 赫爾曼·埃貢，1667－1674
- 安東·埃貢，1674－1716
- 約瑟夫，1716－1762
- 約瑟夫·文策爾，1762－1783
- 約瑟夫·馬利亞，1783－1796
- 卡爾·約阿希姆，1796－1804
- 卡爾·埃貢二世，1804－1806